# Humiliores
Humiliores (łac. l.p. humilior stopień wyższy od humilis 'niski, przyziemny' z humus 'grunt, gleba, ziemia') - od II wieku niższa klasa rzymskiego społeczeństwa, której prawa były gorsze niż przysługujące honestiores.  Przykładem było zróżnicowanie kar grożących za zniewagę (Actio iniuriarium aestimatoria). Stopniowo warstwy upośledzone zostały przypisane do ziemi lub do pracy (np. kolonat).